# Sint-Jan-de-Doperkerk (Steenwerk)
De Sint-Jan-de-Doperkerk (Frans: Église Saint-Jean-Baptiste) is de parochiekerk van de gemeente Steenwerk in het Franse Noorderdepartement.

## Geschiedenis
De kerk zou zich bevinden op de plaats waar een Romeinse tempel heeft gestaan. De oudste kerk op deze plaats dateert van voor het jaar 1100 en in 1182 werd hij voor het eerst schriftelijk vermeld.
De kerk werd meermaals verwoest en herbouwd. Tijdens de Eerste Wereldoorlog (1918) werd de kerk geheel verwoest en daarna herbouwd naar ontwerp van Armand Lemay, om in 1923 weer in gebruik te worden genomen.

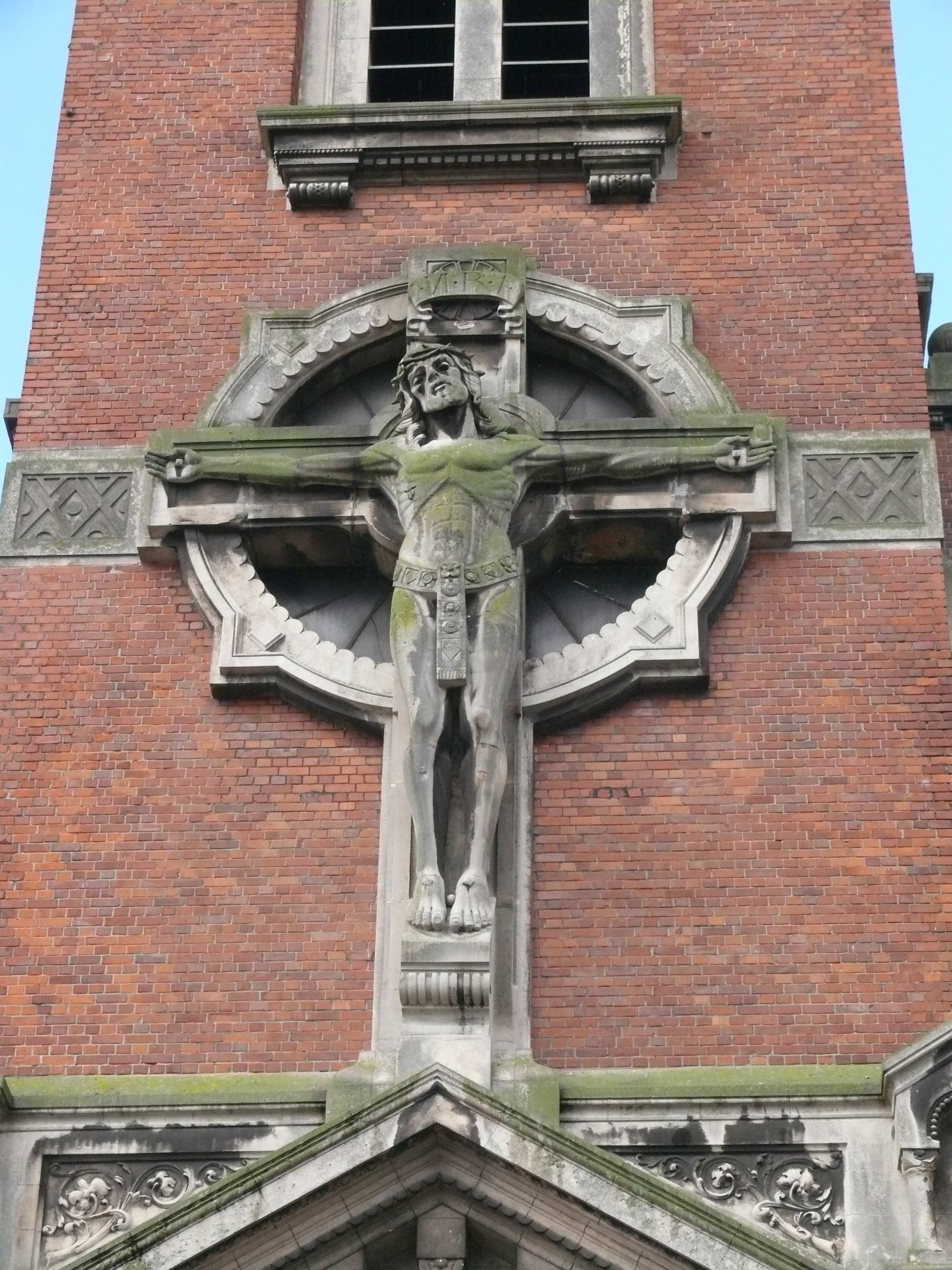
kruisbeeld, foto Peter Potrowl 2014
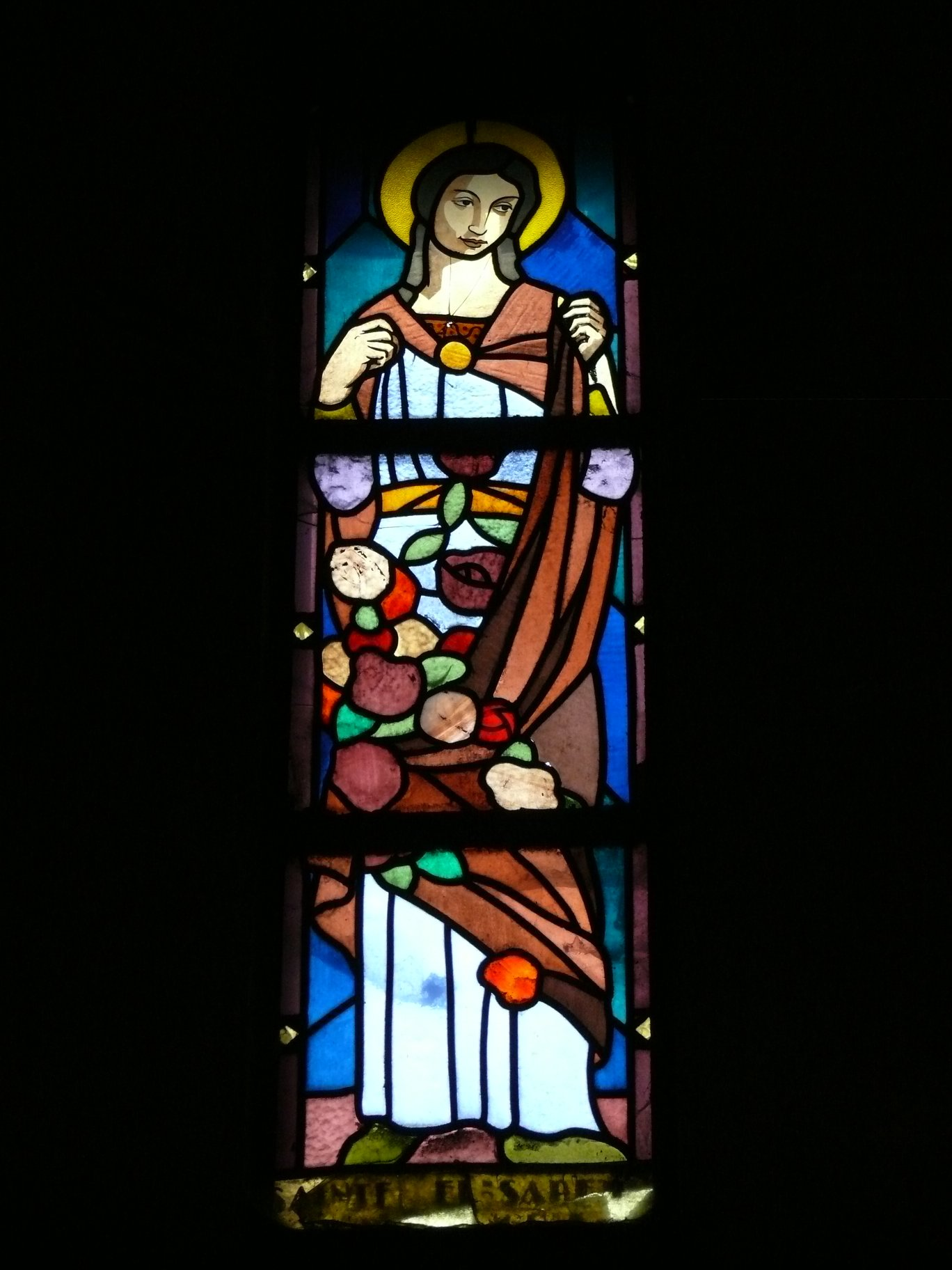
heilige Elisabeth, glas in lood, foto Peter Potrowl 2014
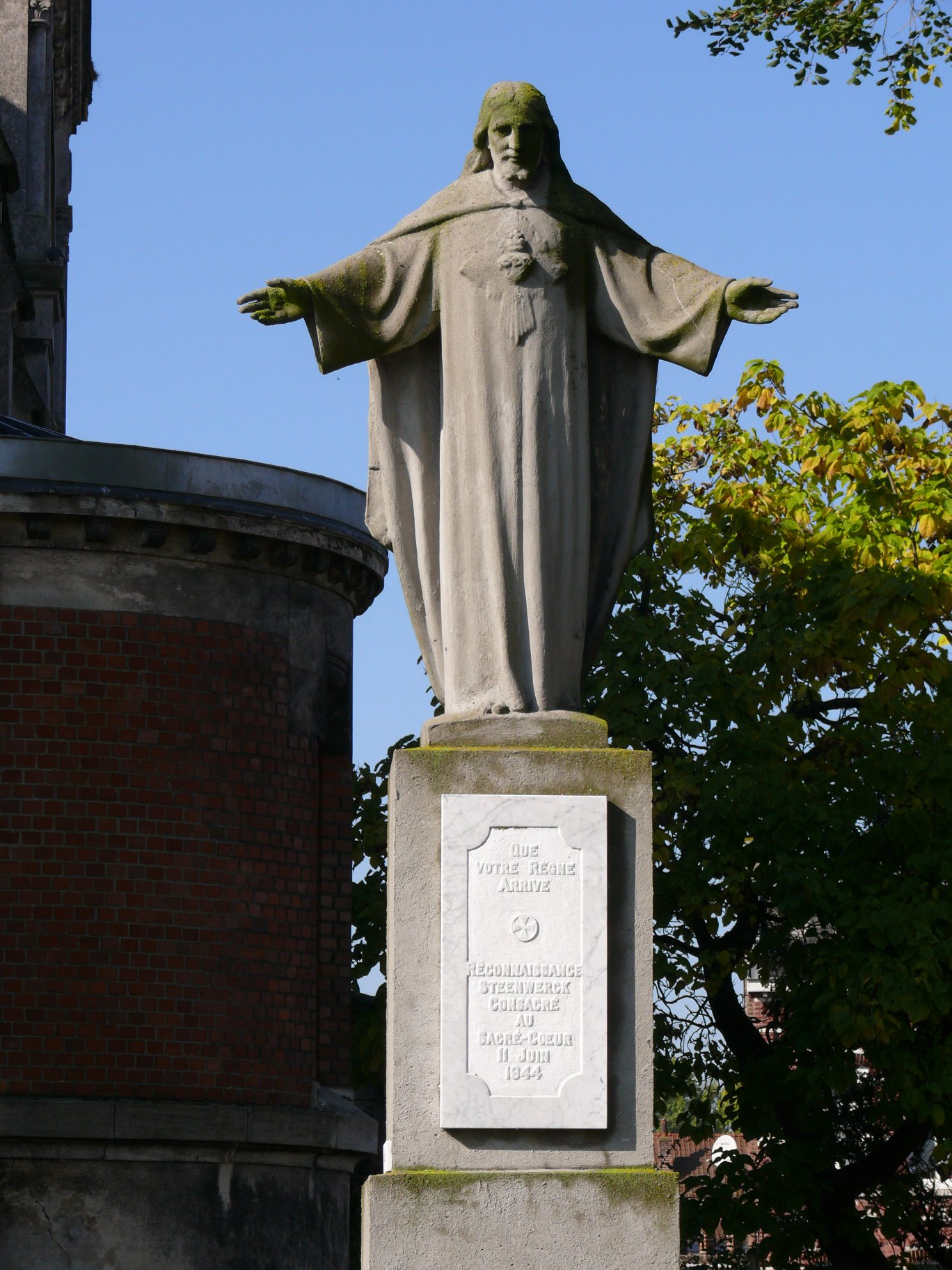
heilig Hart, foto Peter Potrowl 2014
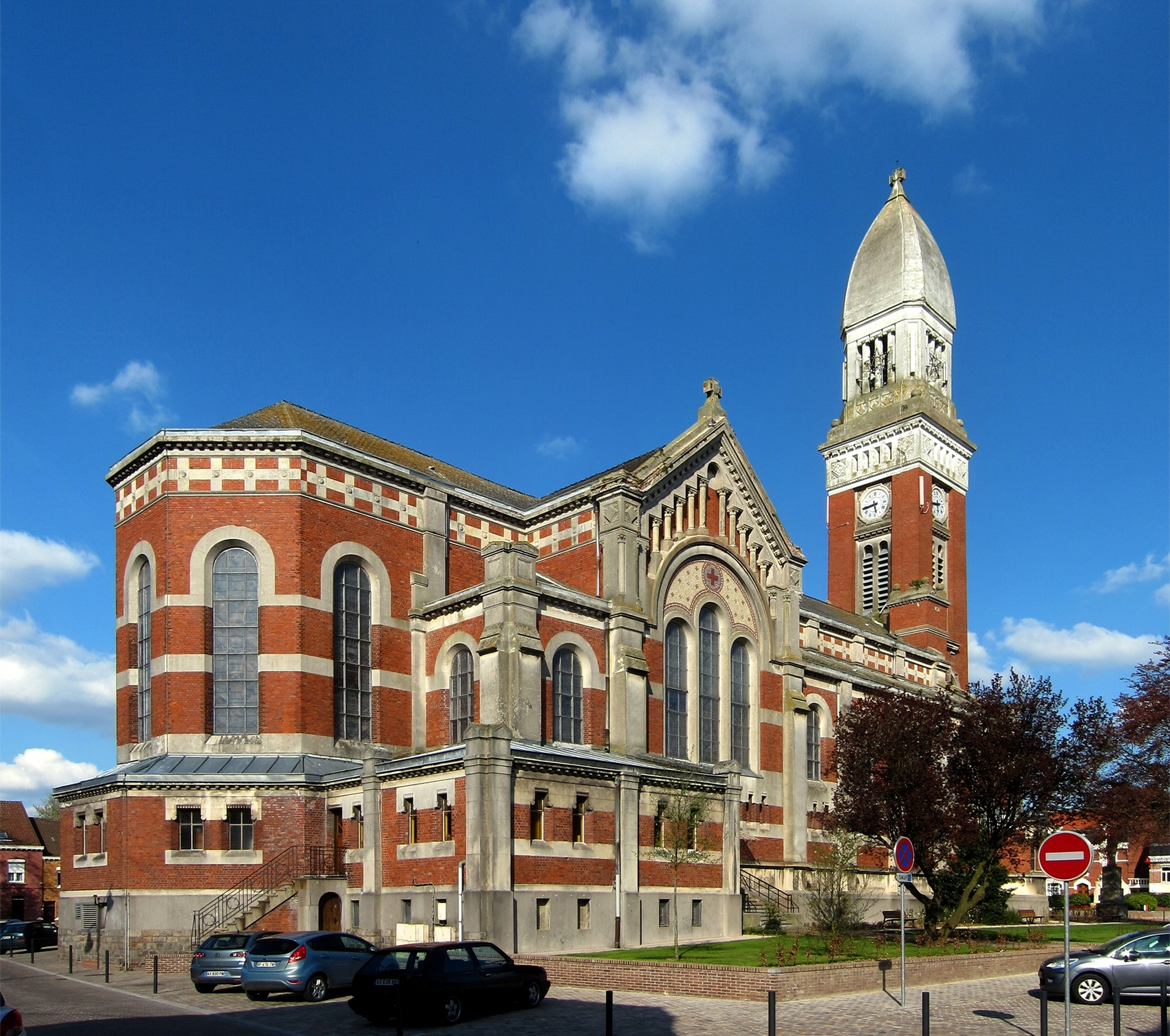
exterieur Sint-Jan-de-Doper, foto 2013
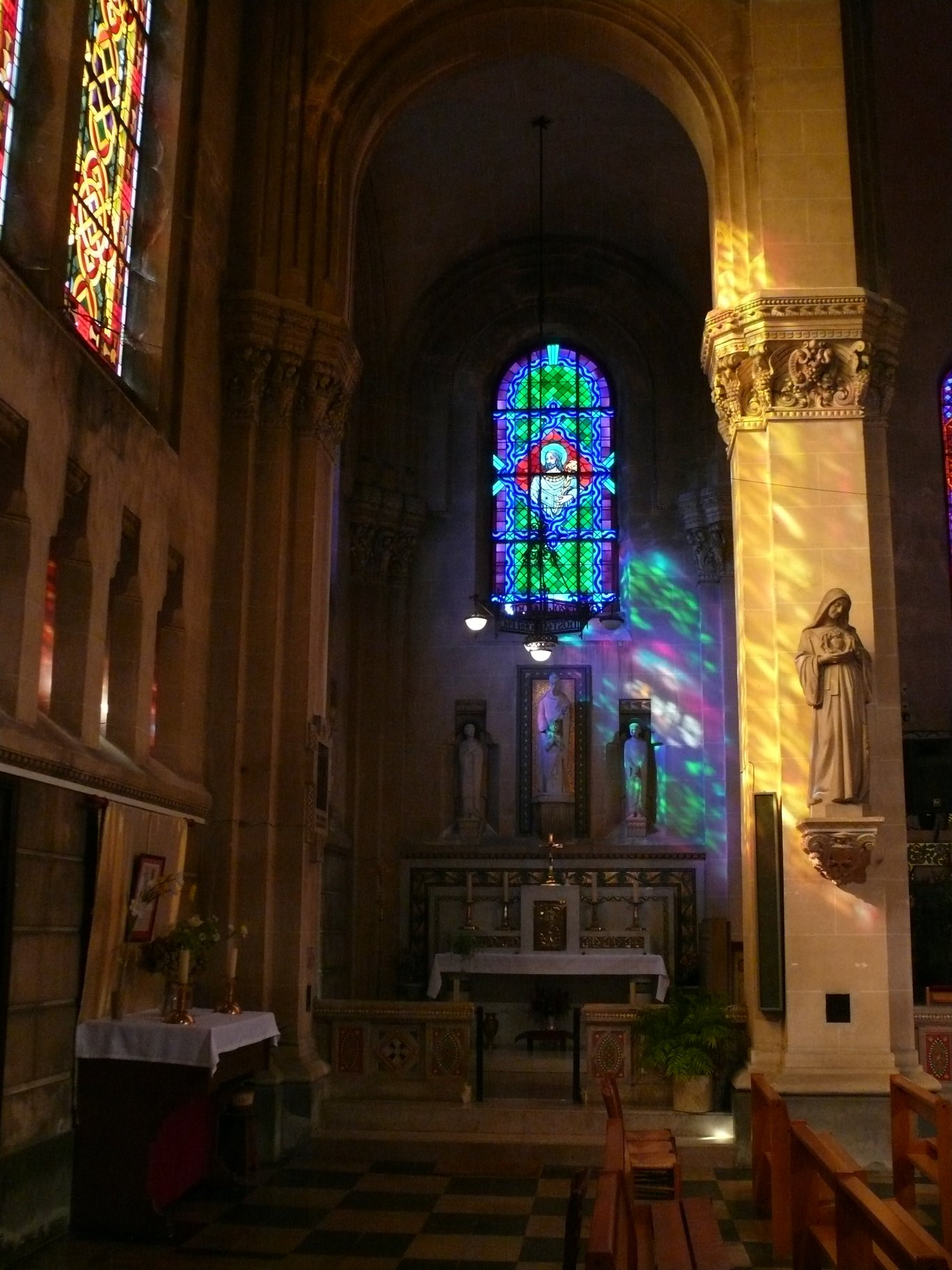
interieur Sint-Jan-de-Doper, foto Peter Potrowl 2014

## Gebouw
Het huidige driebeukige bakstenen bouwwerk is uitgevoerd in neoromaans-neobyzantijnse stijl met art-decostijlelementen en heeft een pseudotransept en een voorgebouwde toren.
De kerk heeft een doopvont van 1587 en glas-in-loodramen, vervaardigd door de Rijselse glazenier Pierre Turpin († 1944).